# Праяно
Праяно (на италиански: Praiano) е град и община в Италия.

## География
Праяно е малък живописен морски курортен град в област (регион) Кампания на провинция Салерно. Разположен е на северния бряг на Салернския залив. На около 50 км в източна посока се намира провинциалния център Салерно. На около 50 км на северозапад е град Неапол. След Праяно в източна посока (на около 2 км) е малкия курортен град Фуроре. Той е град от Амалфийското крайбрежие. Население 2029 жители към 1 април 2009 г.

## Икономика
Главен отрасъл в икономиката на Праяно е морският туризъм.

## Фотогалерия
- Панорамен изглед от Праяно
- Улица в Праяно
- Част от крайбрежието на Праяно